# Norman Rasmussen
Norman C. Rasmussen, född 12 november 1927 i Harrisburg, Pennsylvania, död 18 juli 2003 i Concord, Massachusetts, var en amerikansk fysiker, som blev känd som upphovsman till den första moderna probabilistiska säkerhetsanalysen (PSA) (Amerikanska: Probabilistic Risk Assessment - PRA).

## Biografi
Rasmussen föddes i Harrisburg. Efter sin militärtjänstgöring under andra världskriget inledde han sina studier vid Gettysburg College och fortsatte vid det respekterade Massachusetts Institute of Technology (MIT). Han blev kvar på MIT fram till 1994. Efter sina studier blev han 1956 handledare inom fysik. Han blev professor 1958, på avdelningen för atomfysik. Hans kurser var omtyckta av studenter och han tilldelades även en utmärkelse för sin undervisning 1992. Rasmussen är medförfattare till kursboken Modern Physics for Engineers.
Rasmussen fungerade som konsult i industrin samtidigt som han var rådgivare till den amerikanska regeringen. 1982 kom han att verka i styrelsen för den nationella vetenskapsstyrelsen (National Science Board) i sex år.
1985 tilldelades Rasmussen Enrico Fermi-priset, en av de äldsta och mest prestigefyllda naturvetenskaps- och teknikutmärkelserna som ges av den amerikanska regeringen, med motiveringen: pioneering contributions to nuclear energy in the development of probabilistic risk assessment techniques that have provided new insights and led to new developments in nuclear power plant safety.

### Forskning
Rasmussens inledande forskning undersökte strålning, speciellt högenergetisk gammastrålning. Han var dekanus på avdelningen för atomfysik mellan åren 1975 och 1981.
I början av 1970-talet ledde han ett projekt för att ta fram en probabilistisk säkerhetsanalys för kärnkraftsreaktorer. Projektet blev på många sätt banbrytande och utvecklade metodik för att med moderna datorresurser beräkna tillförlitligheten hos ett stort kombinerat system baserat på tillförlitlighetsdata för de ingående komponenterna. Resultatet blev den så kallade Rasmussen-rapporten, WASH-1400 (NUREG-75/014) som var ett nydanande sätt att kvantifiera risker från ett så komplext system som ett kärnkraftverk.

### Rasmussen i Sverige
Rasmussen besökte Sverige 1974 och deltog i svensk debatt där han framförde sin uppfattning om kärnkraftens risker. Han var även med i styrgruppen för den första probabilistiska säkerhetsanalysen som gjordes för Ringhals 2 som redovisades i maj 1983.

### Familj
Rasmussen gifte sig 1952 med Thalia Tichenor och de fick en son och en dotter. De var bosatta i Sudbury i Massachusetts. Han avled 75 år gammal den 18 juli 2003 efter komplikationer från Parkinsons sjukdom.